# تمسكنت فتمكنت (مسرحية)

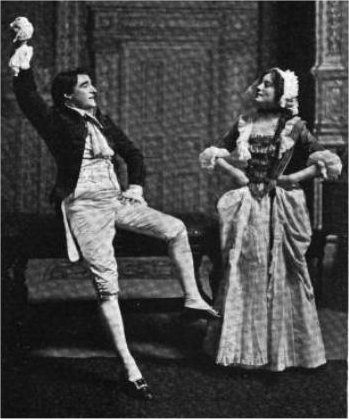
عرض مسرحي عام 1905 كيرلي بيلو واليانور روبسون في مشهد من مسرحية تمسكنت فتمكنت

تمسكنت فتمكنت من روائع الادب العالمي، وهي مسرحية ساخرة من تأليف الكاتب الإنجليزي اوليفر جولد سميث، وهي مسرحية مليئة بمواقف اللبس وسوء التفاهم والمقالب. تدور احداثها في الريف الإنجليزي منتصف القرن الثامن عشر حيث يتوق ابطالها إلى زيارة العاصمة لندن. كان أول عرض للمسرحية في 15 مارس عام 1773 وحققت نجاحًا باهرًا.